# Teorema de Barbier
El teorema de Barbier es aquel que define las características que ha de cumplir una curva para ser de longitud constante. Según el teorema, una curva es de longitud constante si su perímetro es igual a la distancia a la que se encuentran las rectas paralelas, con respecto a las que su longitud es constante, multiplicada por pi.
Este teorema fue publicado por vez primera por el astrónomo y matemático francés  Joseph-Émile Barbier  (1839–1889) en 1860.

## Ejemplos

### Lacircunferencia
La circunferencia es la curva de longitud constante más evidente: puede ser rotada entre dos segmentos paralelos separados por una distancia constante. La circunferencia cumple el teorema de Barbier, ya que su perímetro (π•d) es igual a la distancia que separa las paralelas multiplicadas por π, es decir π•d).

### ElTriángulo de Reuleaux

Trazado del triángulo Reuleaux a partir de un triángulo equilátero.

El Triángulo de Reuleaux es un caso de curva de longitud constante no tan evidente como el del círculo. La construcción de este triángulo se hace a partir de un triángulo equilátero ABC, dibujando los arcos BC usando como centro el vértice A, CA con centro en B, y AB con centro en C. Analizando el Teorema de Barbier, el valor del perímetro del Triángulo de Reuleaux es tres veces la longitud de un arco cuyo radio es la distancia entre las paralelas. Dicho arco tiene un ángulo de 60°, es decir, π/3. Por lo tanto, su perímetro es 3•(d•π/3), es decir, π•d, valor que conicide con la distancia entre las paralelas multiplicada por π (π•d).